# Broken Barricades
| 전문가 평가              | 전문가 평가 |
| 평가 점수                | 평가 점수   |
| 출처                     | 점수        |
| ------------------------ | ----------- |
| AllMusic                 | [ 1 ]       |
| Christgau's Record Guide | C−          |

《Broken Barricades》는 1971년 4월 3일, 그들의 미국 투어를 시작했던 같은 주에 발매된 영국의 록 밴드 프로콜 하럼의 다섯 번째 스튜디오 음반이다. 영국에서 1971년 6월 11일에 발매되었다. 기타리스트 로빈 트로워가 《The Prodigal Stranger》 (1991년)까지 그 그룹과 함께한 마지막 녹음이었다.
〈Song for a Dreamer〉는 1970년 9월 27세의 나이로 지미 헨드릭스의 죽음에 충격을 받아 헨드릭스를 추모하는 노래이다.

## 커버 아트
잘라낸 커버는 C.C.S. 어소시에이츠 (런던의 선두적인 크리에이티브 디자인 팀이 A&M, 크리설리스, 카리스마, 아일랜드, 트로이 레코드의 홍보 아이디어와 커버 아트를 제작)가 디자인했다. 주요 CCS 디자이너는 해리 아일랜드, 존 보니스, 윌리엄 닐이었다. 사진은 피터 샌더스가 맡았다.
왼쪽에서 오른쪽으로 사진은 게리 브루커, 크리스 코핑, 로빈 트로워, B. J. 윌슨이다.

## 곡 목록
모든 곡들은 키스 리드에 의해 작사하였다.
| #  | 제목                  | 작곡        | 재생 시간 |
| -- | --------------------- | ----------- | --------- |
| 1. | 〈Simple Sister〉     | 게리 브루커 | 5:52      |
| 2. | 〈Broken Barricades〉 | 브루커      | 3:13      |
| 3. | 〈Memorial Drive〉    | 로빈 트로워 | 3:47      |
| 4. | 〈Luskus Delph〉      | 브루커      | 3:48      |

| #  | 제목                      | 작곡   | 재생 시간 |
| -- | ------------------------- | ------ | --------- |
| 5. | 〈Power Failure〉         | 브루커 | 4:33      |
| 6. | 〈Song for a Dreamer〉    | 트로워 | 5:40      |
| 7. | 〈Playmate of the Mouth〉 | 브루커 | 5:06      |
| 8. | 〈Poor Mohammed〉         | 트로워 | 3:07      |